# Séquia d'en Carròs
La Séquia d'en Carròs es troba a l'Horta de Gandia, pren l'aigua al riu Serpis, per l'esquerra a l'assut d'en Carròs aigua avall de Vilallonga i dins del seu terme municipal; del mateix assut, per la dreta, l'aigua és desviada cap a la Séquia reial d'Alcoi. Consta de 3,20 files d'aigua i rega tres dies i mig el terme de Palma de Gandia i tres dies i mig envia l'aigua a la Séquia Comuna de Gandia.